# Новара ди Сичилия
Нова̀ра ди Сичѝлия (на италиански: Novara di Sicilia; на сицилиански: Nuvara, Нувара, на местен диалект: Nuè, Нуе) е село и община в Южна Италия, провинция Месина, автономен регион и остров Сицилия. Разположено е на 650 m надморска височина. Населението на общината е 1414 души (към 2011 г.).